# Congres van Soissons
Het Congres van Soissons was een diplomatieke conferentie tussen een aantal Europese mogendheden, vooral Groot-Brittannië en Spanje, die tussen juni 1728 en juli 1729 plaatsvond in de Franse stad Soissons.
Samen met de Verdrag van Pardo had het Congres van Soissons de bedoeling om een einde te maken aan de Brits-Spaanse Oorlog door de verschillende geschilpunten tussen beide landen op te lossen, met name de commerciële en territoriale geschillen. Spanje stemde er in toe het Britse bezit van Gibraltar en Minorca te erkennen in ruil voor een Britse erkenning van de Spaanse rechten in Italië. Het uiteindelijke doel van de Britse afgevaardigden Stephen Poyntz en Horatio Walpole was het voorkomen dat er een Spaans-Oostenrijkse alliantie tegen Groot-Brittannië tot ontwikkeling kwam, dit door de geschillen van Groot-Brittannië met Spanje zo soepel mogelijk op te lossen. Geregisseerd door de Hertog van Newcastle kozen de Britten voor een relatief harde lijn. Zij geloofden dat zij uit een positie van sterkte onderhandelden - een strategie die succesvol bleek
Het Congres van Soissons opende de weg voor een definitief verdrag, het Verdrag van Sevilla, dat de twee partijen later dat jaar overeenkwamen in Sevilla. Veel van de geschillen tussen beide landen laaiden echter in de tien jaar na het sluiten van dit verdrag opnieuw op, wat in 1739 leidde tot de Oorlog om Jenkins' oor.
De Republiek van de Verenigde Nederlanden werd vertegenwoordigd door Sicco van Goslinga.

## Voetnoten
1. ↑  Simms, blz. 211
2. ↑  Browning, blz. 55-56